# Christos Sartzetakis
Christos Sartzetakis (græsk: Χρήστος Σαρτζετάκης; født 6. april 1929, død 3. februar 2022) var en græsk jurist og dommer, der var Grækenlands præsident fra 1985 til 1990.